# Aderus chevrolati
Aderus chevrolati is een keversoort uit de familie schijnsnoerhalskevers (Aderidae). De wetenschappelijke naam van de soort werd in 1913 gepubliceerd door Maurice Pic.